# Roger Serrano (football)
Pour les articles homonymes, voir Roger Serrano et Ruiz.
Roger Alberto Serrano Ruiz, né le 23 juillet 1970 à Chepén au Pérou, est un footballeur international péruvien, qui évoluait au poste de milieu de terrain.

## Biographie

### Carrière en club
Roger Serrano fait ses débuts au León de Huánuco en 1991 avant de passer à l'Universitario de Deportes où il remporte le championnat du Pérou de 1993 sous les ordres de Sergio Markarián. Cette même année, il joue une rencontre de Copa Libertadores. 
En 1997, il s'enrôle au Sporting Cristal et dispute deux éditions d'affilée de Copa Libertadores en 1997 (finaliste, sept matchs disputés) et 1998 (quatre matchs).
En 2001, on le retrouve à l'Alianza Lima. Il est sacré champion du Pérou qui plus est l'année du centenaire du club. Il dispute avec l'Alianza deux matchs de Copa Merconorte.
Il met un terme à sa carrière au Cienciano del Cusco en 2002, club pour lequel il avait déjà joué entre 1999 et 2000. 

### Carrière en sélection
International péruvien, Roger Serrano Prado joue 16 matchs (sans inscrire de but) entre 1996 et 2000. Il prend part aux éliminatoires des Coupes du monde de 1998 (huit matchs) et  2002 (trois matchs).

## Palmarès
| Universitario de Deportes - Championnat du Pérou (1) : - Champion : 1993. |  | Sporting Cristal - Copa Libertadores : - Finaliste : 1997. |  | Alianza Lima - Championnat du Pérou (1) : - Champion : 2001. |